# Simulium heishuiense
Simulium heishuiense är en tvåvingeart som beskrevs av Wen och Chen 2006. Simulium heishuiense ingår i släktet Simulium och familjen knott. Inga underarter finns listade i Catalogue of Life.